# Geeopsis incisipes
Geeopsis incisipes is een eenoogkreeftjessoort uit de familie van de Tachidiidae. De wetenschappelijke naam van de soort is voor het eerst geldig gepubliceerd in 1913 door Klie.